# Reddern

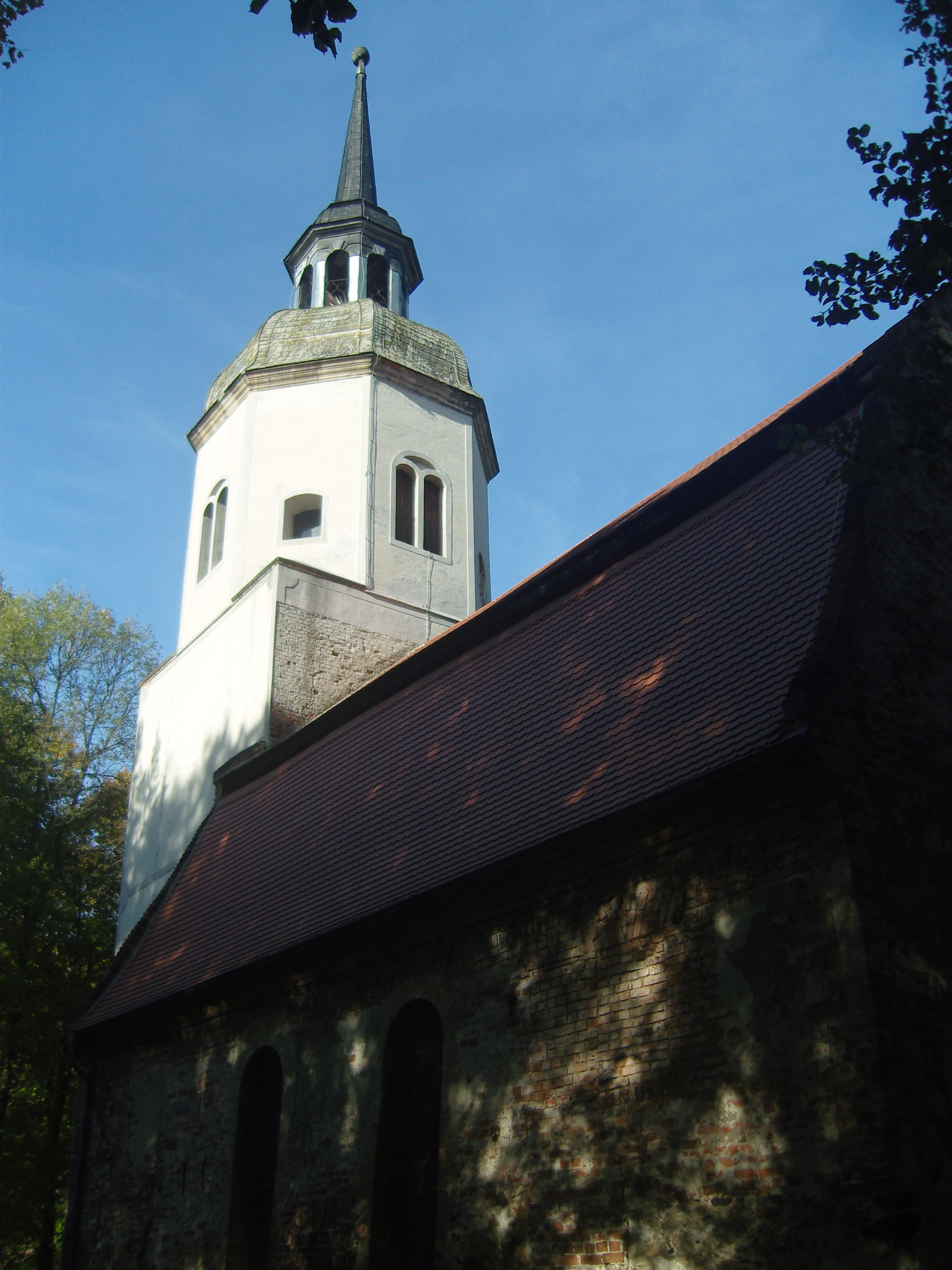
Dorfkirche

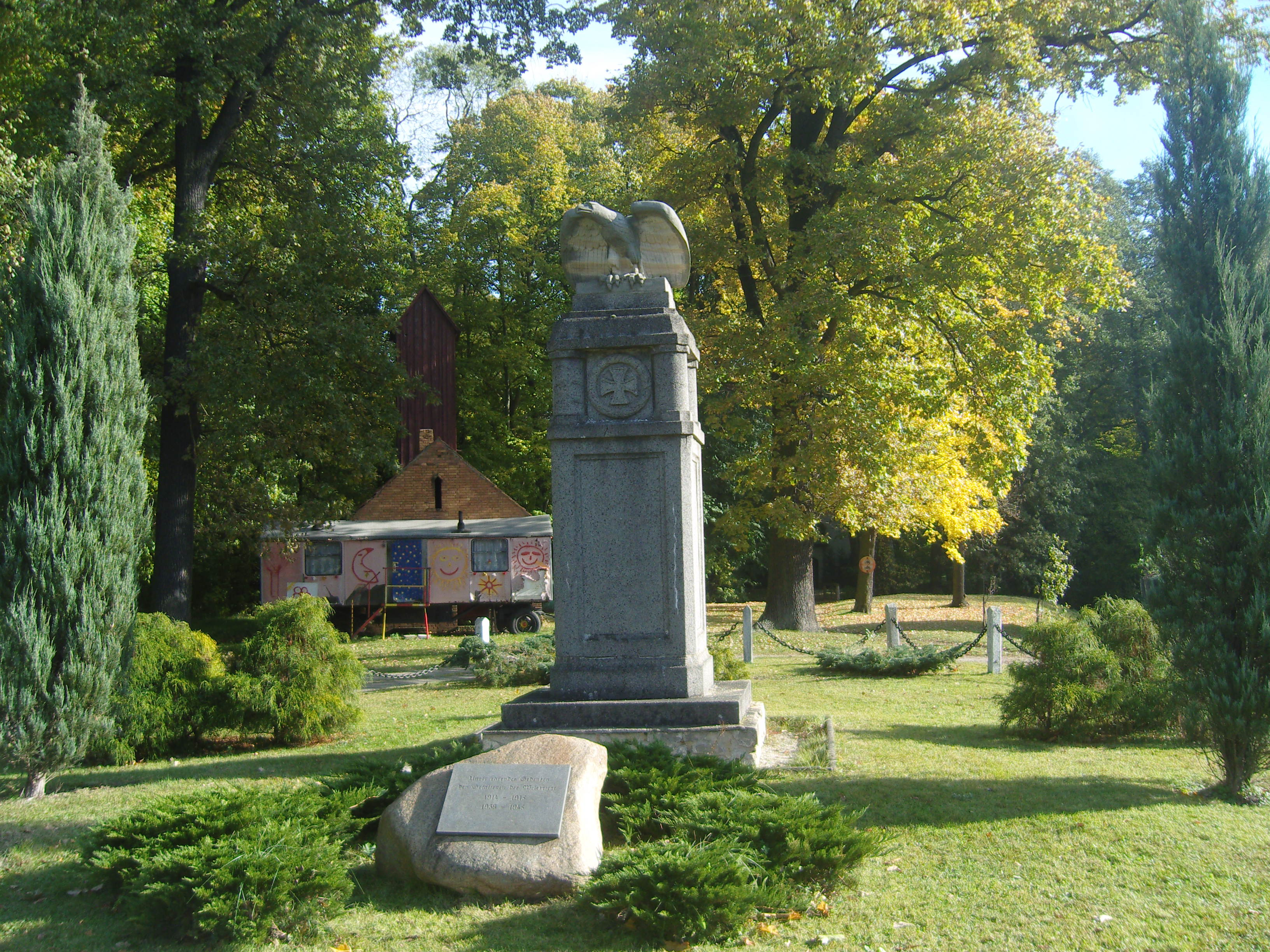
Kriegerdenkmal

Reddern (niedersorbisch Rědoŕ) ist ein kleines Dorf und Ortsteil der Gemeinde Altdöbern im Landkreis Oberspreewald-Lausitz in Brandenburg.

## Geografie
Der Ort befindet sich ungefähr 24 Kilometer südwestlich von Cottbus und liegt 196 m ü. NN. Reddern hat eine Fläche von 915 Hektar und etwa 120 Einwohner (2005).
Von der Siedlungsform her war Reddern ursprünglich eine Sackgasse.

## Name
Die Ableitung des Ortsnamens stammt  vom mittelniederdeutschen Wort „ret“, wodurch Reddern ein mit Schilfrohr bestandener Ort (sorbisch „Redor“) war.

## Geschichte
Im Jahr 1312 erfolgte die erste bekannte urkundliche Nennung der mittelalterlichen Burg und des Dorfes, auf dem Conradus de Redern ansässig war. Am 16. April 1414 wird Dietrich von Zieckau als „zu Reddern gesessen“ als Urkundszeuge des Landvogts Hans von Polenz erwähnt. Im Jahre 1495 befindet sich in Reddern die Mutterkirche für die Umgebung. Um das Jahr 1500 lebte der Ritter Georg von Köckritz auf dem Gut Reddern, dessen Nachfahren, die Brüder Georg und Hans von Köckritz, 1527 im Besitz ihrer Lehnsgüter Reddern, Peitzendorf, Gräbendorf und Göritz (bei Altdöbern) bestätigt wurden. Diese mussten jedoch ob ihrer Schulden das Rittergut Reddern 1566 an Henning von Quast veräußern.
1569, also nur drei Jahre später, kaufte Erich von Mandelsloh das Gut und erhielt dafür am 18. September 1576 den Lehnsbrief für das Dorf Reddern und Rittersitz mit Vorwerk und Schäferei. Nach zwanzig Jahren verkaufte Erich von Mandelsloh sein Gut Reddern dem Wenzel von Lawalt d. J. auf Radeweise, welcher am 21. Oktober 1596 den Lehnsbrief über das Dorf Reddern mit Rittersitz, Vorwerk, Schäferei, Kirchlehen, einer freien Kretscham (Gerichtsbarkeit), Zinsen, Renten und sonstigem Zubehör erhielt. Johann Adolf von Dallwitz wurde am 22. Juni 1652 mit diesem Lehnsbrief ausgestattet und schloss am 27. Mai 1663 einen Kaufvertrag über Reddern mit dem Oberst Detloff von Wedelbusch auf Liebstadt.
Im Jahre 1704 erhält Generalmajor Johann Eberhard von Droste zu Zützen, welcher die Erbin von Birckholtz geheiratet hatte, auch das Lehen. Er ist der Erbauer der Dorfkirche (Flachskirche), wo noch eine Inschrift und sein Familienwappen auf dem Taufstein an ihn erinnern. Erst nach von Droste zu Zützens Tod kam seine Tochter Johanna Eberhardine Erdmuthe Johanna Bernhardina (1727–1752) zur Welt, die 1741 ihren kränklichen Neffen (!) Johann Leopold II. von Droste zu Zützen, Gersdorf, Reddern, Kasel, Loss und Pelzdorf (1718–1750) heiratete. In der Dorfkirche befindet sich ein sie ehrendes Epitaph. Dieser verkaufte 1749 das Gut Zützen an die Frau von Carl Wilhelm von Kleist, der bis 1750 durch Georg Wenzeslaus von Knobelsdorff – fast gleichzeitig mit Schloss Sanssouci – dort ein Schloss Kleistensitz errichten ließ (Walter Ulbricht ließ es 1945 anzünden – nur die Kellergewölbe überdauerten bis in die 1970er Jahre). Das Schloss Reddern brannte schon im Ersten Weltkrieg ab; neben der Kirche haben sich ein Schutthügel, Reste der Wassergräben und der Schlossteich erhalten.
Bis 1790 wurde in Reddern niedersorbisch gepredigt, dann wurde der Gottesdienst auf Deutsch weitergeführt und um 1830 war das Wendische aus Reddern ganz verschwunden. Für 1818 werden eine Schäferei und eine Windmühle erwähnt, es lebten damals 259 Menschen im Ort.
Heinrich Graf von Witzleben-Alt-Doebern auf Altdöbern kaufte 1897 den gesamten Besitz Reddern. Im Jahr 1918 brannte das Gutshaus in Reddern ab. Im Jahr 1921 kommt das Rittergut Reddern in den Besitz der Ilse Bergbau AG, während die Oberförsterei Reddern und die „Staatliche Oberförsterei Reddern“ bei Chransdorf in den Besitz des preußischen Forstfiskus übergehen. Die Orte Laasdorf und Gräbendorf wurden am 1. Januar 1926 nach Reddern eingemeindet. Im Jahr 1980 wurde die zu Reddern gehörende Feldschänke für den Tagebau Gräbendorf abgebrochen, 15 Einwohner wurden umgesiedelt. Die Ortsteile Laasdorf und Gräbendorf wurden 1989 devastiert.
Am 1. Februar 2002 wurden Reddern und der Ort Ranzow nach Altdöbern als Ortsteile eingemeindet. 2012 beging Reddern sein 700-jähriges Bestehen.

## Kultur und Sehenswürdigkeiten
- Die Dorfkirche Reddern ist eine im Kern mittelalterliche Feldsteinkirche, die 1726 als Gutskirche um- und ausgebaut wurde. Im Innern befindet sich unter anderem ein Kanzelaltar aus der Bauzeit.
- Der Schlosspark mit Teich gehören zu den Baudenkmalen in Altdöbern. Der alte Schlossteich wird heute als Acker genutzt.